# Nationaldemokratische Partei Deutschlands
 Ikke at forveksle med National-Demokratische Partei Deutschlands.
Nationaldemokratische Partei Deutschlands, mere kendt under akronymet NPD er et højreekstremistisk, nationalistisk og revanchistisk politisk parti i Tyskland grundlagt i 1964. Ifølge mange politologer og historikere ligger partiet programmatisk og sprogligt tæt på NSDAP.
Partiet opnåede ved landdagsvalg i slutningen af tresserne at komme over den tyske spærregrænse på 5 procent, hvorefter det i lange perioder røg uden for nogen som helst indflydelse og forblev et ubetydeligt højreekstremt småparti. I løbet af halvfemserne lykkedes det dog partiet at genetablere sig på lokalt og regionalt plan, og især i de østlige dele af Tyskland hvor arbejdsløshed og social nød er mere udpræget, har partiet formået at opnå valg. I 2004 fik det sæde i Sachsens Landdag, og i 2006 også i Mecklenburg-Vorpommern.
Partiet er under overvågning af den tyske forfatningsdomstol for at være højreekstremistisk, partiet betegner sig selv som nationalistisk og demokratisk.

## Partiets profil
NPD er ifølge bl.a. det bayerske indenrigsministerium nationalistisk, selverklæret forfatningsfjendtligt og racistisk. Dog udstiller det udadtil et såkaldt etnopluralistisk verdensbillede. Det aktuelle partipogram blev forfattet i 1996. NPD opfatter sig selv som den eneste rigtige opposition i "BRD", og det opfatter sit politiske arbejde som revolutionært.

### Generelt om partiet
Målet for NPD er et afgrænset Tyskland, der lukker af for al indflydelse udefra, da denne indflydelse opfattes udelukkende som negativ. Alle områder af samfundslivet, økonomi, politik eller kultur, skal udelukkende koncentrere sig om det tysknationale. "Multietniske overgreb, som det tyske folk i øjeblikket udsættes for", og "fremmed indflydelse" skal forhindres. Som følge af dette kræver partiet fordrivelse af alle "ikke-tyske" borgere i landet, genindførelsen af D-Marken og Tysklands udtræden af internationale organisationer som Nato og EU. De amerikanske soldater, der har været i Tyskland siden 2. verdenskrig, skal forlade landet. NPD kritiserer skarpt Tysklands høje bidrag til EU og er stærkt imod Tyrkiets indtræden i EU.
NPD plæderer for en autoritær, stat der skal gennemtrumfe "folkefællesskabets vilje". NPD´s program tager fat i både nationalistiske og anti-kapitalistiske aspekter og minder både i sprogbrug mål og i brugen af virkemidler meget om nationalsocialismen. F.eks. bliver den "tyske familie", hvor kvinden frem for alt er moder og hjemmegående, fremstillet som den optimale familiemodel.

Inden for den økonomiske politik er paroler som "erhvervslivet skal tjene det tyske folk" og "den samlede grund og jord er folkets ejendom" fremherskende. NPD vil endvidere genindføre dødsstraffen ved "gentagne seksual-, børne-, rov- og massemord og ved grove narkotikaforbrydelser".
I sin blanding af fremmedfjendskhed, nationalistisk samfundsmodel, populistisk-antikapitalistiske paroler og troen på en autoritær styring er NPD´s program på mange punkter lig det, NSDAP brugte i 30´ernes Tyskland. Ligesom dengang ønsker NPD ikke bare at gennemføre bestemte politiske mål, men fjerne hele det bestående demokratiske og retsstatlige grundlag for den tyske forbundsrepublik. Derfor kategoriseres partiet som forfatningsfjendtligt af de tyske myndigheder. En af partiets topmænd, Holger Apfel, fremstillede ved en tale i 1998 partiet som det eneste organiserede parti, "der bekæmper forbundsrepublikkens politiske system ned til rødderne og sågar fjerner disse rødder. Ja, kære venner, vi er stolte af, at vi hvert år står beskrevet i de forbundstyske forfatningsberetninger, og at vi dér bliver fremstillet som fjendtlige, forfatningsfjendtlige, værende imod dette system. Ja, vi er forfatningsfjendtlige".
Det fælles forsøg fra forbundsregeringen, forbundsdagen og forbundsrådet med hjemmel i forfatningen på at forbyde partiet mislykkedes i 2003 pga. sagsmæssige fejl. Dette mislykkede forsøg er dog for NPD ingen garanti mod, at det igen kan blive sagsøgt ved forfatningsdomstolen.

## Kontrovers omkring mindehøjtidelighed forHolocaust
Den 21. januar 2005, under en mindehøjtidelighed for at mindes 60-årsdagen for de sovjetiske soldaters indmarch i udryddelseslejren Auschwitz, forlod tolv medlemmer af NPD salen i protest. NPD var utilfreds med, at man holdt et minuts tavshed for dem, der døde i Auschwitz, og ikke for de tyskere der døde under bombardementet af Dresden, hvilket på det tidspunkt også var præcis 60 år siden. Udo Voigt holdt en tale, hvor han beskrev de britiske og amerikanske luftbombardementer af byen som massemord. Hans partifælle Jürgen Gansel kaldte det en "holocaust af bomber", en udtalelse Voigt støttede.
Man forsøgte bagefter at få denne udtalelse dømt som Holocaust-benægtelse, men jurister opfattede udtalelsen som værende inden for ytringsfrihedens rammer.

## Formænd
- Friedrich Thielen 1964–1967
- Adolf von Thadden 1967–1971
- Martin Mussgnug 1971–1990
- Günter Deckert 1991–1996
- Udo Voigt 1996–2011
- Holger Apfel 2011–2013
- Udo Pastörs 2013-2014
- Frank Franz 2014–nuværende